# 阿尔 (克勒兹省)
阿尔（法語：Ars）是法国克勒兹省的一个市镇，位于该省中南部，属于欧比松区。该市镇总面积21.69平方公里，2009年时的人口为256人。

## 交通
克勒兹省省道D54线和D55线等经过阿尔境内。

## 人口
阿尔人口变化图示